# Landskrona BoIS
Landskrona BoIS (a Landskrona Boll och Idrottsällskap rövidítése, angolul: Landskrona Ball and Sports Society, helyi rövidítése BoIS) svéd harmadosztályú labdarúgócsapat a Skåne tartománybeli Landskrona városában. A klubot az IFK Landskrona és a Diana egyesülésével 1915. február 7-én alapították.
A Landskrona BoIS egyike volt az első, 1924–25-ös svéd bajnokság 12 csapatának. Azóta 34 szezont játszottak az Allsvenskanban, 51-et a másodosztályban. Az élvonalban négy érmet nyertek, ezüstérmet az 1937–38-as szezonban, az 1938–39-es, az 1975-ös és az 1976-os szezonban egyaránt bronzérmet szereztek, az 1971–72-es idényben megnyerték a kupát. A csapat a Skånes Fotbollförbund tagja, meccseit a Landskrona IP pályán vívja. A klub nyitott társaság, nem tulajdonolja egy személy sem.

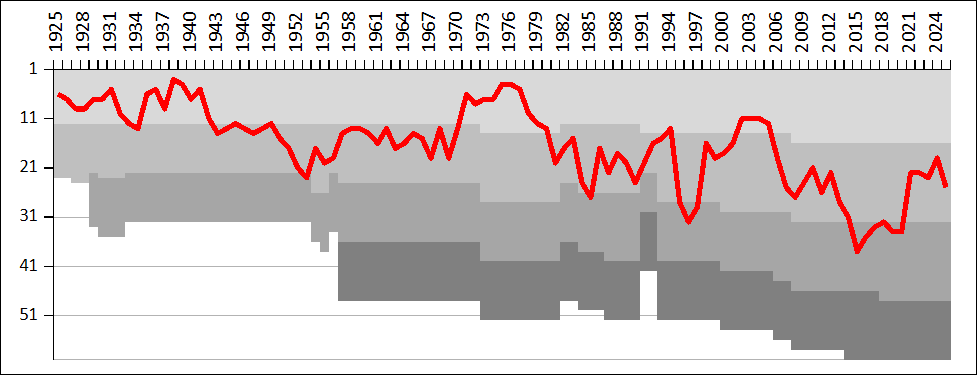
Szezonról szezonra táblázat a Landskrona BoIS helyezéseiről